# Otto VIII. (Hoya)
Otto VIII. von Hoya (* 1530; † 25. Februar 1582 in Hoya) war der letzte Graf von Hoya-Nienburg.

## Leben

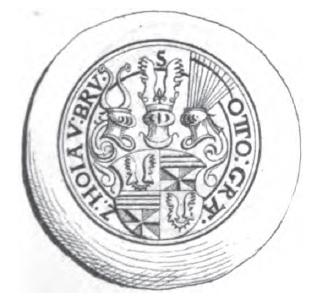
Siegel Otto VIII. von Hoya von 1581

Otto war einer der jüngsten Söhne von Jobst II. von Hoya und dessen Frau Anna von Gleichen. Zunächst wurde er Domherr in Köln und Verden. Nach dem Tod seines älteren und kinderlosen Bruders Albrecht im Jahr 1563 übernahm er gemeinsam mit seinem Bruder Erich die Regierung der Grafschaft. Otto heiratete 1568 Agnes von Bentheim und Steinfurt, die Witwe des Grafen Johann II. von Rietberg, die zugleich Mutter der Gattin von Ottos Bruder Erich war (Armgard von Rietberg). Nachdem auch Erich 1575 kinderlos starb, regierte Otto die Grafschaft allein. 
„Otto, Grafe zur Hoya und Burghausen“ unterzeichnete die Konkordienformel von 1577 und das Konkordienbuch von 1580.
Schon am 25. November 1582 starb auch Otto VIII. kinderlos auf dem Schloss Hoya und wurde in der St.-Martins-Kirche in Nienburg/Weser bestattet, wo sein Sarkophag sich in der heutigen Turmhalle der Kirche befindet. Unmittelbar nach dem Tod Ottos wurde die Grafschaft von den Herzögen zu Braunschweig-Lüneburg in Besitz genommen.